# 実信憲明
実信 憲明（さねのぶ のりあき、1980年5月7日 -）は、広島県広島市安佐南区 出身の元サッカー選手・サッカー指導者である。現役時のポジションはミッドフィルダー。

## 来歴
小学3年生からサッカーを始め、広島市立沼田高等学校では2年次に全国高校選手権に出場し、初戦で丸岡高校にPK戦の末に敗れた。また、個人としては3年次に森崎浩司・朝日大輔らとともにかながわ・ゆめ国体の広島県・少年男子代表に選ばれている。
高校卒業後は東京農業大学に進学。3年次に関東リーグ戦2部のベストイレブンと関東選抜Bに、4年次には関東選抜Aに選出されている。
2003年、日本フットボールリーグのSC鳥取に入団。1年目から出場して、2005年には鳥取県国体成年男子代表として当時の同僚である山村泰弘、西村英樹、増本浩平らとともに晴れの国おかやま国体 に出場した。また、翌年ののじぎく兵庫国体 にも出場している。アマチュアチームだったその当時、病院の配膳係や中学校の非常勤講師などで勤務、Jリーグチームへの移籍も模索したが実現しなかった。
2007年、チームはJリーグ挑戦に伴いプロ化に踏み切り、チーム名をガイナーレ鳥取に変更、自身もチームとプロ契約する。背番号も10番となり、副キャプテンなどチームの要を務める機会が増えた。2010年には前期5節のホンダロックSC戦でJFL通算200試合出場を達成。さらにJリーグ昇格およびJFL優勝に貢献した事に加え、鳥取在籍8年の活動実績が評価され、JFL敢闘賞を受賞した。
それ以降もチームに残留し、主力として活躍していることからミスターガイナーレ と呼ばれた。
2013年シーズン終了後、契約満了により11年在籍した鳥取を退団する事が決定した。
2014年、松江シティFCへ移籍。2016年からコーチを兼任 し、2017年シーズン終了後に現役引退 し、2018年からコーチ専任となった。2019年12月16日、監督に就任すると発表された。2022年シーズンにクラブ名が「FC神楽しまね」に改称されたが、引き続き監督を務めた。
2023年、福島ユナイテッドFCコーチに就任。

## 所属クラブ
- 広島市立祇園中学校
- 1997年 - 1999年 広島市立沼田高等学校
- 2000年 - 2002年 東京農業大学
- 2003年 - 2013年 SC鳥取/ガイナーレ鳥取
- 2014年 - 2017年 松江シティFC

## 個人成績
| 国内大会個人成績 | 国内大会個人成績 | 国内大会個人成績 | 国内大会個人成績 | 国内大会個人成績 | 国内大会個人成績 | 国内大会個人成績 | 国内大会個人成績 | 国内大会個人成績 | 国内大会個人成績 | 国内大会個人成績 | 国内大会個人成績 |
| 年度             | クラブ           | 背番号           | リーグ           | リーグ戦         | リーグ戦         | リーグ杯         | リーグ杯         | オープン杯       | オープン杯       | 期間通算         | 期間通算         |
| 年度             | クラブ           | 背番号           | リーグ           | 出場             | 得点             | 出場             | 得点             | 出場             | 得点             | 出場             | 得点             |
| 日本             | 日本             | 日本             | 日本             | リーグ戦         | リーグ戦         | リーグ杯         | リーグ杯         | 天皇杯           | 天皇杯           | 期間通算         | 期間通算         |
| ---------------- | ---------------- | ---------------- | ---------------- | ---------------- | ---------------- | ---------------- | ---------------- | ---------------- | ---------------- | ---------------- | ---------------- |
| 2003             | SC鳥取           | 17               | JFL              | 22               | 3                | -                | -                | 2                | 0                | 24               | 3                |
| 2004             | SC鳥取           | 17               | JFL              | 25               | 3                | -                | -                | 2                | 0                | 27               | 3                |
| 2005             | SC鳥取           | 17               | JFL              | 25               | 2                | -                | -                | 2                | 0                | 27               | 2                |
| 2006             | SC鳥取           | 17               | JFL              | 33               | 9                | -                | -                | 2                | 0                | 35               | 9                |
| 2007             | 鳥取             | 10               | JFL              | 29               | 2                | -                | -                | 2                | 0                | 31               | 2                |
| 2008             | 鳥取             | 10               | JFL              | 30               | 4                | -                | -                | 1                | 0                | 31               | 4                |
| 2009             | 鳥取             | 10               | JFL              | 31               | 5                | -                | -                | 1                | 0                | 32               | 5                |
| 2010             | 鳥取             | 10               | JFL              | 32               | 5                | -                | -                | 1                | 0                | 33               | 5                |
| 2011             | 鳥取             | 10               | J2               | 37               | 9                | -                | -                | 2                | 0                | 39               | 9                |
| 2012             | 鳥取             | 10               | J2               | 28               | 3                | -                | -                | 1                | 0                | 29               | 3                |
| 2013             | 鳥取             | 10               | J2               | 35               | 0                | -                | -                | 1                | 0                | 36               | 0                |
| 2014             | 松江C            | 23               | 中国             |                  |                  | -                | -                | -                | -                |                  |                  |
| 2015             | 松江C            | 23               | 中国             |                  |                  | -                | -                | 2                | 0                |                  |                  |
| 2016             | 松江C            | 23               | 中国             | 5                | 0                | -                | -                | 1                | 0                | 6                | 0                |
| 2017             | 松江C            | 23               | 中国             | 1                | 0                | -                | -                | 0                | 0                | 1                | 0                |
| 通算             | 日本             | 日本             | J2               | 100              | 12               | -                | -                | 4                | 0                | 104              | 12               |
| 通算             | 日本             | 日本             | JFL              | 227              | 33               | -                | -                | 13               | 0                | 240              | 33               |
| 通算             | 日本             | 日本             | 中国             |                  |                  | -                | -                | 3                | 0                |                  |                  |
| 総通算           | 総通算           | 総通算           | 総通算           |                  |                  | -                | -                |                  |                  |                  |                  |

その他の公式戦
- 2013年
  - J2・JFL入れ替え戦 1試合0得点

- Jリーグ初出場 - 2011年3月6日 J2第1節 vs 徳島ヴォルティス戦 (鳴門大塚)
- Jリーグ初得点 - 2011年5月22日 J2第13節 vs 水戸ホーリーホック戦 (とりスタ)

## 指導歴
- 2016年 - 2022年 松江シティFC/FC神楽しまね
  - 2016年 - 2019年 コーチ（2016年 - 2017年は選手兼任）
  - 2020年 - 2022年 監督
- 2023年 - 福島ユナイテッドFC
  - 2023年 - 同年8月 トップチーム コーチ
  - 2023年8月 - 同年12月 トップチーム ヘッドコーチ
  - 2024年 - トップチーム コーチ

## タイトル

### クラブ
ガイナーレ鳥取
- JFL : 1回 (2010年)

### 個人
- 2010年 日本フットボールリーグ敢闘賞